# Forêts pluviales tropicales du Queensland
Localisation
Les forêts pluviales tropicales du Queensland forment une écorégion terrestre définie par le Fonds mondial pour la nature (WWF), qui appartient au biome des forêts de feuillus humides tropicales et subtropicales de l'écozone australasienne. Elle se divise en trois zones le long de la côte du Queensland en Australie : la première est la plus étendue et inclut Cairns au Nord, la seconde comprend Mackay et les îles Whitsunday, et la troisième est constituée de la péninsule de Warginburra et s'étire à l'intérieur des terres.

## Présentation
Les forêts pluviales tropicales du Queensland sont issues des anciennes forêts du Gondwana. On y trouve la plus grande concentration d'espèces actuelles témoins de l'évolution des plantes terrestres  des marsupiaux et des oiseaux.

## Description
La variété des situations géologiques, topographiques et évolutives a produit un éventail d'associations végétales parmi les plus riches d'Australie.
Les massifs forestiers sont bordés ou découpés par des forêts d'eucalyptus, des savanes sur les podzosols pauvres, des marécages à Melaleuca dans les zones inondées une partie de l'année et des mangroves côtières.
Les régimes pluviométriques peuvent être très différents d'un massif à l'autre suivant le relief et l'orientation des chaînes de montagnes face aux vents humides dominants provenant du sud-est.
La pluviométrie est un facteur limitant. l'extension potentielle des forêts pluviales comprend les zones à précipitations annuelles supérieures à 1 500 mm comportant au minimum 75 mm de pluie pendant le trimestre le plus sec. Le maximum de précipitations est enregistré au sommet du mont Bellender Ker avec 8 529 mm par an. Ailleurs, les forêts pluviales se limitent aux sols alluvionnaires le long des rivières.
Les cyclones tropicaux  qui balayent régulièrement la région contribuent fortement à modeler les formations végétales.

## Biodiversité
La biodiversité rencontrée dans les forêts pluviales tropicales du Queensland est très particulière. Elle est due à  l'histoire tectonique du Gondwana. Alors que cet ancien continent connaissait un climat chaud et humide, la séparation de l'Australie de l'Antarctique et son déplacement vers le nord a permis aux courants circumpolaires de s'établir et à la calotte de glace antarctique de s'installer. Le climat a énormément changé, devenant plus froid et plus sec, provoquant d'importantes extinctions d'espèces. Dans le cas du Queensland, ces effets ont été compensés par le mouvement de déplacement de l'Australie jusque sous les latitudes tropicales.
La faune et la flore des forêts tropicales du Queensland sont les derniers vestiges d'une faune et flore continentale qui ont évolué sur place depuis le Gondwana., On retrouve des caractéristiques voisines mais nuancées par leurs caractères insulaires à Madagascar et en Nouvelle-Calédonie.
Bien que ces forêts ne représentent que 0,3 % de la surface du continent australien, elles présentent une extraordinaire biodiversité qui se rencontre dans tous les groupes.
Du côté de la flore, on y trouve :
- 65 % des espèces de fougères présentes en Australie.
- 21 % des espèces de cycadophytes.
- 37 % des espèces de conifères.
- 30 % des espèces d'orchidées.
- 17 % au total des espèces de plantes vasculaires rencontrées en Australie.

Cette grande diversité, s'accompagne d'un fort taux d'endémisme, Sur les 4700 espèces de plantes vasculaires que compte la région, 23 % sont endémiques. C'est un endémisme d'espèces en partie relictuelles avec des aires de répartition qui parfois font moins de 25 km de section.
Sur les 36 familles de ptéridophytes que compte la flore mondiale les 7 familles les plus primitives sont représentées par 41 espèces en 18 genres :
Lycopodiaceae, Selaginellaceae, Ophioglossaceae, Marattiaceae, Osmundaceae, Schizaeaceae, Gleicheniaceae.
11 des 19 familles primitives d'angiospermes se retrouvent dans la région :
Annonaceae, Austrobaileyaceae, Eupomatiaceae, Himantandraceae, Myristicaceae, Winteraceae, Atherospermataceae, Hernandiaceae, Idiospermaceae, Lauraceae, Monimiaceae
Deux de ces familles, Austrobaileyaceae et Idiospermaceae, sont endémiques des forêts tropicales du Queensland.
La biodiversité animale n'est pas en reste. 672 espèces de vertébrés terrestres (32 % des espèces australiennes) ont été répertoriées dans ces régions (DASETT 1987, Williams et al. 1996). Parmi celles-ci, 264 ne se retrouvent que dans les forêts pluviales.
La faune est constituée de :
- 36 % de toutes les espèces de mammifères australiens.
- 30 % des espèces de marsupiaux.
- 58 % des espèces de chiroptères.
- 25 % des espèces de rongeurs.
- 50 % des espèces d'oiseaux avec 370 espèces.
- 25 % des espèces d'amphibiens.
- 23 % des espèces de reptiles avec 170 espèces.
- 41 % des espèces de poissons d'eau douce avec 78 espèces.
- 60 % des espèces de lépidoptères

Le taux d'endémisme est élevé :
- 11 espèces de mammifères et 8 sous-espèces ont une aire de répartition limitée à cette écorégion. Parmi celles-ci, les suivantes sont considérées comme en danger de disparition (Hilton-Taylor, 2000):

- - Petaurus australis reginae une sous-espèce d'écureuil planeur marsupial
  - Bettongia tropica un rat-kangourou
  - Dasyurus maculatus gracilis une sous-espèce du chat marsupial à queue tachetée.
  - Xeromys myoides le faux rat d'eau.

Il existe  au moins 9 espèces d'amphibiens considérées comme menacées ou en voie de disparition :
- Litoria lorica
- Litoria nannotis
- Litoria nyakalensis
- Litoria rheocola
- Nyctimystes dayi
- Rheobatrachus vitellinus considérée comme disparue en 2001.
- Taudactylus acutirostris
- Taudactylus eungellensis
- Taudactylus rheophilus